# Матякубов, Бахтиёр Атажанович
Бахтиёр Атажанович Матякубов (род. 9 апреля 1973, Узбекская ССР, СССР), известный, как Узбекский Чикатило, — российский, украинский и узбекский серийный убийца и насильник, убивший не менее десяти девушек и женщин в России, Узбекистане и на Украине в течение января—апреля 2015 года. Осуждённый за свои преступления на Украине и в России, он был приговорен к пожизненному заключению в обеих странах.

## Биография

### Жизнь до убийств
Бахтиёр Атажанович Матякубов родился 9 апреля 1973 года в Узбекской ССР. По словам его семьи и родственников, он был очень агрессивным ребенком, часто ругался с родителями, избивал братьев и сестер, дрался в школе. Сообщается, что во время этих избиений он всегда надевал белые перчатки, которые, казалось, вызывали у него особое удовольствие.
Впервые Матякубов был арестован за грабеж и изнасилование в 17 лет, за что отсидел небольшой срок в тюрьме. В течение следующих лет он еще дважды попадал в тюрьму за аналогичные преступления. В общей сложности Бахтиёр Матякубов провел в узбекских тюрьмах 12 лет, каждый раз освобождаясь досрочно, за примерное поведение либо по амнистии. В 2006 году выйдя очередной раз на свободу условно-досрочно, Бахтиёр уехал в Москву на заработки. Однако вскоре Матякубов вновь был задержан в Химках за разбойное нападение, и как рецидивист приговорён к 12 годам лишения свободы, из которых преступник отбыл в заключении восемь и был освобожден за примерное поведение осенью 2014 года. 
По собственному признанию, после этого Матякубов начал сожительствовать в Москве со своей знакомой, также приехавшей из Узбекистана. Накануне Нового года они поссорились, когда Бахтиёр узнал, что она переписывается с другим мужчиной. Позже Матякубов утверждал: это оказало на него настолько сильное психоэмоциональное воздействие, что он хотел проследить за своей бывшей сожительницей до Курского вокзала, где планировал убить ее и ее спутника. Однако сдержал себя из-за количества потенциальных свидетелей и боязни быть арестованным.

### Убийства

#### Первое убийство
В конце декабря 2014 года Матякубов переехал в съемную квартиру брата. Решив отпраздновать новый год, будущий убийца в ночь с 31 декабря 2014 на 1 января 2015 года одолжил у родственника автомобиль марки Hyundai и уехал колесить по Москве. Доехав до станции метро «Люблино», он заметил 36-летнюю Юлию Анпилову, менеджера риэлторской компании, которая хотела добраться до дома автостопом. Матякубов предложил подвезти женщину, и она согласилась, сев в его машину. По дороге преступник спросил Антипову, замужем ли она и есть ли у нее дети, на что женщина ответила утвердительно и добавила, что имеет двух детей — что было ложью, так как Анпилова никогда не была замужем и не имела детей. Вероятно, она сделала это для того, чтобы уберечь себя от возможных приставаний со стороны водителя. Ответ пассажирки разозлил Матякубова, который счел неприличным, чтобы замужние женщины садились в машины случайных незнакомцев. Он вывез Антипову в глухое место в пригороде и, вытащив из машины, несколько раз ударил охотничьим ножом марки «Шерхан», нанеся тем самым смертельные ранения. Затем убийца накрыл тело дублёнкой жертвы и спрятал в ближайшей канаве так, что оно было найдено лишь через два года, уже после задержания преступника. Позже на допросе Матякубов утверждал, что после первого убийства почувствовал «облегчение» от того, что «в Москве стало на одну проститутку меньше».

#### Узбекистанская серия
Той же ночью убийца поехал в ближайший аэропорт и забронировал рейс в Ташкент. Прибыв в город 2 января 2015 года, преступник уже через несколько часов зашел в одну из аптек города, где напав на девушку-фармацевта, изнасиловал и задушил ее. Через шесть дней он зашел в швейный цех одного из предприятий, где изнасиловал и убил сотрудницу. В тот день преступник уехал в Самарканд и там убил еще одну женщину. По некоторым сообщениям, он обезглавил одну из жертв.

#### Украинская серия
Утром 3 марта Матякубов сел в автобус, направлявшийся в Киев. На следующий день он, гуляя по лесному массиву возле станции метро «Теремки», наткнулся на 47-летнюю Наталью Онипченко, выгуливавшую свою собаку. Проследовав за женщиной в отдаленное место, он спросил, кусается ли ее собака, и, получив отрицательный ответ, взял нож и дважды ударил им женщину в грудь. Убив Наталью, Матякубов оттащил тело в близлежащие кусты и совершил с ним половой акт. Затем он сорвал с жертвы серьги, и забрав также золотое кольцо и мобильный телефон, скрылся с места преступления.  
Через два дня, убийца, прогуливаясь по лесопарку у станции метро «Красный хутор», решил напасть на 77-летнюю Клавдию Лепетюху. Ей убийца нанес около 20 ножевых ранений, после чего совершил с трупом акт некрофилии и, похитив мобильный телефон и золотые серьги жертвы, сбежал с места преступления. 14 марта Матякубов, находясь возле станции метро «Политехнический институт», заметил 52-летнюю продавщицу, работавшую в цветочном киоске. Маньяк, подождав, пока не останется потенциальных свидетелей, вошел в помещение и напал на женщину, нанеся ей несколько ударов ножом. Раненая громко звала на помощь, что по-видимому испугало Матякубова, и он, украв из сумочки женщины золотые украшения и деньги, скрылся. К тому времени местные правоохранительные органы уже обнаружили тела первых двух жертв серийного убийцы и начали распространять фоторобот предполагаемого преступника. Опасаясь ареста, Матякубов покинул Киев и вернулся в Москву.

#### Российская серия
17 марта, прогуливаясь по Измайловскому парку, маньяк заметил прошедшую мимо него 44-летнюю Эльмиру Гусенко, выгуливавшую собаку. Увидев на пальце женщины обручальное кольцо, преступник решил убить ее за то, что, по его мнению, она была «слишком откровенно одета» для замужней женщины. Матякубов догнал Гусенко и попытался убить ее одним ударом, но лишь ранил женщину, и она закричала. Матякубов продолжал наносить удары ножом, пока Гусенко не скончалась от полученных ран. Тело Гусенко было найдено прибежавшими на ее крик прохожими через несколько минут, но убийца к тому моменту успел скрыться.
4 апреля Матякубов заехал на автомобиле в кондитерскую на улице Лескова, где работала 35-летняя продавщица Наталья Ёлкина. Убедившись, что внутри нет покупателей, маньяк зашел в помещение и ударил женщину ножом 29 раз, в результате чего она скончалась. Затем преступник украл 3000 рублей из кассы и скрылся. Уже на суде Матякубов утверждал, что убил Ёлкину только за то, что она была блондинкой и у нее были голубые глаза, а всех женщин с такой внешностью он считал проститутками.
На следующий день, почувствовав желание убить еще одну женщину, Матякубов в поисках жертвы приехал на своей машине в Балашиху. Он проехался по городу и, зайдя в один из медицинских магазинов, спросил у 53-летней продавщицы Ирины Чекановой, есть ли у них белые халаты. Женщина ответила отрицательно, но Матякубову, уже собравшемуся выйти, не понравился «ее взгляд». Разозлившись, он нанес Ирине 8 ножевых ранений и, убедившись, что она мертва, покинул место преступления.
9 апреля 2015 года Матякубов, решив «отпраздновать» свой день рождения очередным убийством, задумал убить какую-нибудь работницу интим-магазина, поскольку считал «аморальным» для порядочных женщин работать в подобных местах. Придя в секс-шоп «Джага-джага» в Москве, где за кассой работала 26-летняя Юлия Лебежина, Матякубов зашел в помещение, зарезал Юлию, нанеся 15 ударов ножом, украл 8810 рублей и некоторые товары и ушел. На суде Матякубов утверждал, что раскаялся в убийстве Лебежиной, а также, что она ему несколько раз снилась.

### Арест, следствие и суд
11 апреля, почувствовав, что его скоро могут задержать, Матякубов вновь уехал в Киев, где устроился разнорабочим на стройку, получив комнату в общежитии. Через несколько дней после приезда в страну Матякубов познакомился с женщиной, позже она вечером 14 апреля пригласила его к себе в квартиру. Изначально преступник хотел расправиться с женщиной, но решил пощадить, так как увидел, что у неё есть двое несовершеннолетних детей.
Ранее по неизвестной причине, в отличие от других украденных вещей, Матякубов решил оставить себе телефон убитой им 3 марта Натальи Онипченко и вскоре после приезда в Киев начал пользоваться им. В результате чего уже 15 апреля Матякубов был задержан оперативными сотрудниками киевского уголовного розыска прямо во время распития спиртного в местном кафе. Сопротивления при задержании он не оказал. На первых же допросах маньяк признался в содеянном и заявил, что если бы они его не остановили, он продолжил бы убивать и «убил бы точно больше, чем Оноприенко».
На допросе у следователя Дмитрия Ткачука, который вел дело серийного убийцы, он согласился дать подробные признательные показания, если сторона обвинения не будет запрашивать для него пожизненного лишения свободы. Получив обещание желаемого от следователя, Матякубов спокойно под запись пересказал все обстоятельства своих преступлений в Киеве. Однако на суде сторона обвинения потребовала приговорить обвиняемого к пожизненному заключению. Услышав это, разъяренный Матякубов попытался вырваться из своей камеры, выкрикивая нецензурную брань и угрожая убить Ткачука, он попытался вскрыть замок камеры с помощью пронесенной в зал суда заточки. Когда у него уже почти получилось вскрыть замок, переводчику с большим трудом удалось его успокоить.
При последующем проведении судебно-психиатрической экспертизы Матякубов попытался выдать себя за душевнобольного, заявляя, что «голоса» в его сознании велели ему убивать женщин. Также преступник утверждал, что причиной его нападения преимущественно на зрелых и пожилых женщин было перенесенное им чрезмерное физическое насилие со стороны матери в детстве, но члены семьи и родственники опровергли эти утверждения. В конечном итоге психиатрическая экспертиза признала серийного убийцу вменяемым, отметив однако в нем эмоциональную неустойчивость, выражаемую в склонности к внезапным вспышкам агрессии и сексуальному садизму с некрофилическими наклонностями. В конечном итоге в конце 2016 года Бахтиёр Матякубов был признан виновным во всех инкриминируемых ему преступлениях и приговорен к пожизненному заключению.
Через год после приговора Матякубова экстрадировали в Россию, где он должен был предстать перед судом за совершенные там убийства. Повторная психиатрическая экспертиза Матякубова вновь пришла к выводу, что он был в здравом уме на момент совершения преступлений, также отметив, что маньяк эмоционально неустойчив и не способен понимать эмоции других людей; чрезвычайно требователен к окружающим и проявлял признаки невысокого интеллекта в сочетании с эгоцентризмом.
В ожидании суда назначенный судом адвокат Матякубова Марина Ефименко заявила, что ее клиент вел себя на удивление хорошо и даже присылал ей открытки, но позже она утверждала, что это было сделано намеренно, чтобы он выглядел менее опасным. 2 апреля 2019 года Московский городской суд признал Бахтиёра Матякубова виновным в пяти убийствах, совершенных в России, и повторно приговорил его к пожизненному лишению свободы. После вынесения приговора Матякубов сказал, что не собирался обжаловать приговор, но также сказал, что не испытывает угрызений совести за содеянное и, вероятно, снова убьет, если его выпустят. Отбывая срок в колонии особого режима, он принял христианство и отказался от попыток кого-либо убить, но многие считают это просто уловкой, призванной вызвать к нему жалость.
По состоянию на май 2022 года Матякубов остается в российской тюрьме, и ему грозит экстрадиция в его родной Узбекистан, где ему грозит третий пожизненный срок, если он будет признан виновным в совершенных там убийствах.